# 岡田美佐子
岡田 美佐子（おかだ みさこ）は、日本の女優。西郷エンタープライズに所属し、1980年代から活動していた。
1982年には『大岡越前 第6部』にレギュラー出演。

## 出演

### テレビ映画
- 服部半蔵 影の軍団 第19話「吸血! 女の館」（1980年、KTV）- おこい
- 大岡越前 第6部（1982年、TBS）- おきみ